# Agighiol
Agighiol – wieś w Rumunii, w okręgu Tulcza, w gminie Valea Nucarilor. W 2011 roku liczyła 1532 mieszkańców.